# Oestrus aureoargentatus
Oestrus aureoargentatus är en tvåvingeart som beskrevs av Rodhain och Joseph Charles Bequaert 1912. Oestrus aureoargentatus ingår i släktet Oestrus och familjen styngflugor. Inga underarter finns listade i Catalogue of Life.